# Heesselt
Heesselt est un village néerlandais de la commune de West Betuwe, situé dans la province du Gueldre.

## Géographie
Heesselt est situé dans un méandre de la rive droite du Waal, entre Opijnen et Varik, en face du Canal de Sint-Andries.

## Histoire
Historiquement, le village a appartenu à la commune de Varik. En 1840, Heesselt comptait 40 maisons et 258 habitants. Depuis le 1er janvier 1978 Heesselt a fusionné dans la commune de Neerijnen.

## Référence
1. ↑  Alphabetisch register van alle bewoonde oorden des Rijks, Departement van Oorlog, Éd. Erven Doorman, 's-Gravenhage, 1850